# Генріх I (король Кіпру)
Генріх I Товстий (фр. Henri; 3 березня 1217 — 18 січня 1253) — король Кіпру в 1218–1253 роках.

## Життєпис

### Регентство
Походив з династії Лузіньянів. Син короля Кіпру Гуго I та Аліси Шампанської. У 9 місяців втратив батька (1218). Регентами при малолітньому Генріхові стали Аліса Шампанська та Філіп д'Ібелін, син Баліана та Марії Комніної. Спільно вони володарювали до 1225 року, коли посварилися. Конфлікт тривав до смерті Філіпа д'Ібелін в 1227 році. Новим регентом став Жан I д'Ібелін, сеньйор Бейруту.
У липні 1228 року до Кіпру прибув імператор Фрідріх II, якій відсторонив Жана Ібелінського від влади й сам став регентом Кіпру. Після укладання угоди із султаном Єгипту стосовно передачі імператору Єрусалиму, Фрідріх II залишив Палестину. На Кіпрі він запровадив регентську раду з 5 баронів, яким залишив 10 тисяч марок срібла. Цим скористався Жан д'Ібелін, який атакував прихильників імператора й 24 червня 1229 року у битві при Никосії переміг ворогів. Жан д'Ібелін знову став регентом Кіпру. Для збереження свого панування на Сході Фрідріх II направив на острів маршала Річарда Філанджері, який прибув до Палестини у 1231. Спочатку він захопив низку важливих міст на узбережжі, зокрема Бейрут, володіння Жана Ібелінського. У 1232 році завдав поразки Жану дІбеліну при Казаль-Імбері. Але останній переміг Філанджері та прихильників імператора 15 червня того ж роки у битви при Агріді. Тоді ж було оголошено про повноліття Генріха I.

### Володарювання

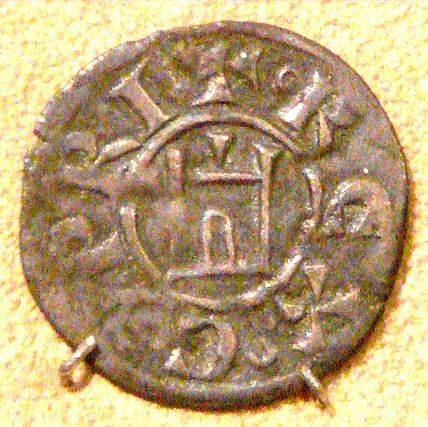
Срібне деньє Генріха I

Стосунки з імператорами Священної Римської імперії, які водночас були королями Єрусалиму, залишалися складними. Лише з початку 1240-х років суперечки потрохи владналися. У 1246 році Генріх I став регентом Конрада, сина Фрідріха II, в Єрусалимському королівстві. У 1247 році папа римський Іннокентій IV звільнив Кіпр від васальної залежності щодо імперії, проте взяв Кіпрське королівство під власний патронаж. Тоді ж Генріх I зголосився взяти участь у Сьомому хрестовому поході на чолі з Людовиком IX, королем Франції.
У 1248—1249 році приймав хрестоносців у себе на Кіпрі. Після цього брав участь в облозі міста Мансур у Єгипті. Був захоплений у полон. По поверненню у місто Нікосія помер 18 січня 1253 року.

## Родина
1. Дружина — Аліса (1210—1233), донька Вільгельма VI, маркргафа Монферратського
Дітей не було
2. Дружина — Стефанія (1220—1249), донька Костянтина де Лампрона
Дітей не було
3. Дружина — Плезанс (1235—1261), донька Боемунда V, князя Антиохії
Діти:
- Гуго (1252—1267), король Кіпру з 1253 до 1267 року